# Нариман (Верхнеуслонский район)

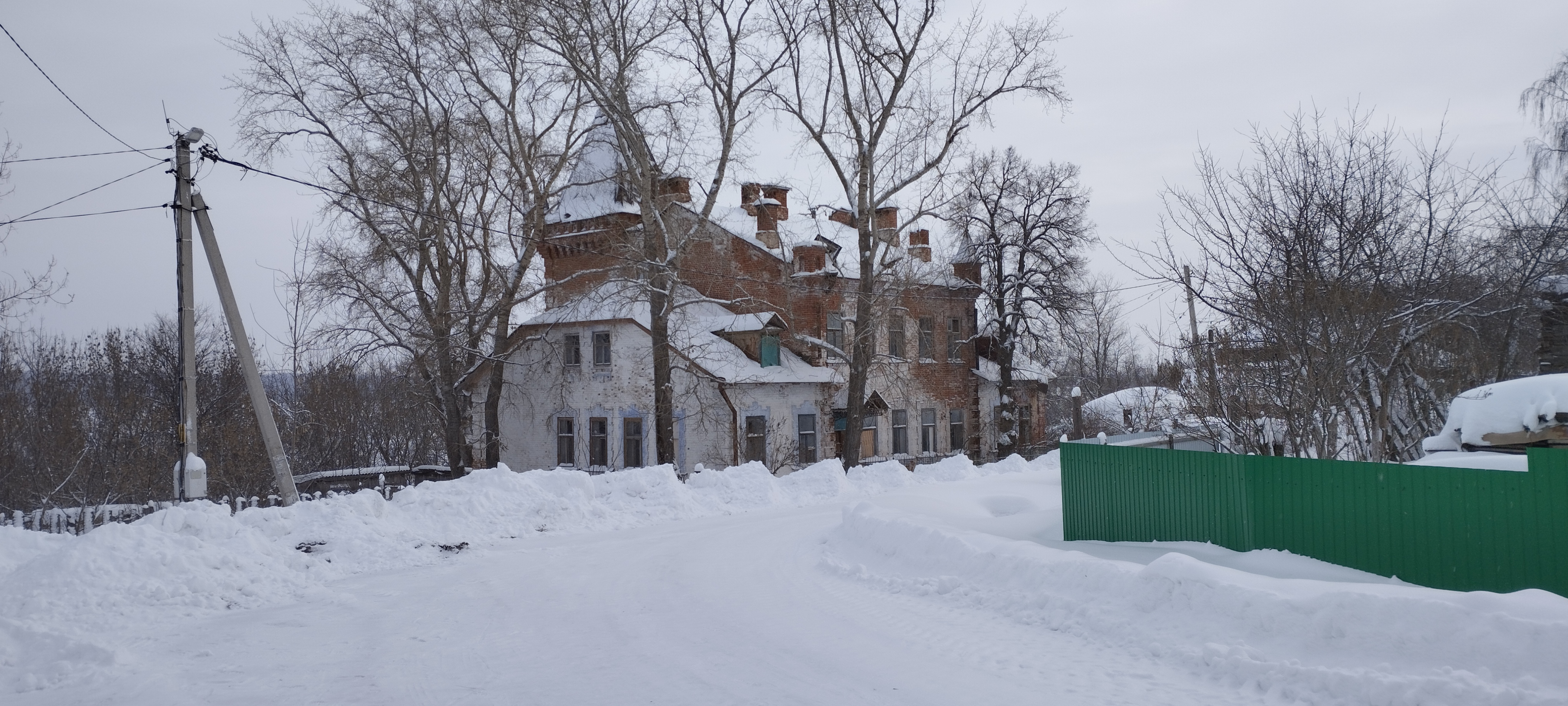
Усадьба маркизов Паулуччи, где жил управляющий винным заводом

Нариман (тат. Нариман) — деревня в Верхнеуслонском районе Татарстана. Входит в состав муниципального образования «Шеланговское сельское поселение».

## География
Деревня располагается на правом берегу Волги (Куйбышевское водохранилище), на 30 км южнее села Верхний Услон. Ближайшие населённые пункты — деревня Гребени (выше по течению) и село Шеланга (ниже по течению).

## История
Деревня была основана в 1924 году поблизости от посёлка Гребенёвского спиртзавода.

## Население
Жители занимаются преимущественно сельским хозяйством и садоводством.

## Инфраструктура
В деревне работает клуб, с 1930-х по 1960-е годы работала начальная школа.

### Транспорт
Есть летняя пристань для пригородных теплоходов из Казани.